# Робертс, Никола
Никола Мария Робертс (англ. Nicola Maria Roberts; род. 5 октября 1985, Стамфорд, Великобритания) — британская певица, автор песен, актриса, модель и предприниматель. Известность пришла к Робертс в 2002 году после того, как она стала участницей женской поп-группы Girls Aloud в реалити-шоу Popstars: The Rivals. С Girls Aloud Робертс выпустила двадцать три сингла, пять студийных альбомов, два сборника лучших хитов и два альбома ремиксов (два альбома занимали первое место в UK Albums Chart), а также была пять раз номинирована на BRIT Awards, выиграв в номинации «Лучший сингл» за песню «The Promise». В 2009 году Girls Aloud объявили, что возьмут перерыв, чтобы заняться сольными проектами. За это время Робертс записала сольный альбом Cinderella’s Eyes, который был выпущен 26 сентября 2011 года.
Никола Робертс — создатель собственной линии косметики Dainty Doll, ориентированной на людей с бледной кожей, и участница съемок документального фильма о вреде загара для BBC Three.

## Жизнь и карьера

### 1985—2001: Ранние годы иPopstars
Никола Робертс родилась в Стамфорде, Линкольншир и выросла в Ранкорне, Чешир. У неё есть сестра — Фрэнки, и два брата — Харрисон и Клейтон. Робертс начала свою музыкальную карьеру с выступлений в составе девичьей поп-группы The 5 Musketers на местной дискотеке. Также она посещала танцевальную школу.
В 2002 году Никола прошла кастинг на реалити-шоу телеканала ITV Popstars: The Rivals. Программа показывала создание двух противоборствующих групп — «мальчишечьей» и «девичьей», каждая из которых состояла из пяти членов. Затем созданные группы конкурировали друг с другом за первое место в UK Singles Chart. Несколько тысяч человек приняли участие в кастингах по всей Великобритании в надежде стать участниками реалити-шоу. Жюри — британский продюсер Пит Уотерман, ирландский музыкальный менеджер Луис Уолш и певица Джери Халлиуэлл — выбрали десять девушек и десять юношей в качестве финалистов. Изначально Никола Робертс не вошла в финальную десятку, но позже была выбрана в качестве замены Николе Уорд, которая решила отказаться от участия в шоу.

### 2002—2009: Girls Aloud
30 ноября 2002 года Никола Робертс, Надин Койл, Сара Хардинг, Кимберли Уолш и Шерил Коул образовали новую группу Girls Aloud по результатам зрительского голосования. Дебютный сингл группы Sound of the Underground достиг первого места в UK Singles Chart. Girls Aloud проводили запись сингла в течение самого короткого времени между образованием группы и достижения первого места в чарте. Группа выпустила свой дебютный альбом, Sound of the Underground, 23 мая 2003 года, который стартовал в чартах со второй строчки и в том же году получил статус платинового.
Начиная с 2003 года, Girls Aloud выпустили более двадцати синглом — почти все они вошли в первую десятку UK Singles Chart, пятнадцать из них достигли первой пятёрки. Синглы «I’ll Stand by you», «Walk this way» и «The Promise» занимали первое место. Два их альбома достигали первой строчки в UK Albums Chart (сборник лучших хитов The Sound of Girls Aloud: Greatest Hits и Out of Control), оба вошли в чарт с первого места. Girls Aloud были пятикратно номинированы на Brit Awards и выиграли в 2009 году в номинации «Лучший сингл» за песню «The Promise».
Girls Aloud стали одним из немногих успешных проектов реалити-шоу и скопили состояние в 25 миллионов фунтов стерлингов в мае 2009 года. В 2007 году Книга рекордов Гиннесса назвала Girls Aloud «самой успешной группой из созданных на реалити-шоу».
В 2009 году Girls Aloud решили, что возьмут годичный перерыв, чтобы заняться сольными проектами, но воссоединятся в 2010 году для нового студийного альбома. Воссоединение действительно состоялось, но лишь в 2012 году — в честь десятилетия группы. Осенью 2012 Girls Aloud выпустили второй сборник лучших песен (Никола стала непосредственным автором одного из четырёх новых треков — «On The Metro»), но после гастрольного тура в марте 2013 года объявили об окончательном роспуске коллектива.

### 2010 — настоящее время: сольная карьера
В 2010 году в прессе появились сообщения о том, что Никола Робертс устала ждать воссоединения Girls Aloud и начала работу над сольным материалом. В декабре того же года было подтверждено, что Робертс заключила сольный контракт с Universal.
Первый сольный сингл Николы Робертс, «Beat of My Drum», был выпущен 5 июня 2011 года. Никола описала его как «песню, под которую все могут танцевать и подпевать ей» и отметила также, что для неё было очень важно записать песню, не похожую на что-то другое. Сингл достиг двадцать седьмой строчки в UK Singles Chart.
Сольный альбом Николы, получивший название Cinderella’s Eyes, был выпущен 26 сентября. Солист британской группы Metronomy Джозеф Маунт, записавший дуэт с Робертс, заявил, что её альбом станет большим сюрпризом. Сама Робертс сказала, что очень нервничает перед выпуском альбома, потому что стала соавтором всех песен, и альбом получился очень личным. Также она отметила, что у альбома «очень британское звучание». Пиковой позицией в UK Albums Chart для Cinderella’s Eyes стало семнадцатое место. Альбом также получил большой успех у музыкальных критиков.
10 июля на своей странице в Твиттере Никола объявила, что вторым синглом станет песня «Lucky Day», и он будет выпущен 18 сентября. Сингл достиг лишь сорокового места в чарте. В сентябре стало известно, что песня «Yo-Yo» будет третьим синглом с альбома, его релиз состоялся 9 января.
Никола продолжает работать как композитор, в числе исполнителей её песен — группа Little Mix и коллега по Girls Aloud Шерил.
Параллельно с работой в студии Робертс пробует себя в различных проектах. В конце 2019 года Никола сообщила, что будет участвовать в британской постановке мюзикла «Город Ангелов», начиная с марта 2020 года. Певице досталась роль Аврил/Мэллори. В начале 2020 года Никола одержала победу в первом сезоне музыкального шоу ITV The Masked Singer в костюме Пчёлки (Queen Bee).

## Дискография

### Сольная дискография
Альбомы:
- Cinderella’s Eyes (2011)

Синглы:
- «Beat of my Drum» (2011)
- «Lucky Day» (2011)
- «Yo-Yo» (2012)